# 京都府立莵道高等学校
京都府立莵道高等学校（きょうとふりつ とどうこうとうがっこう、英語表記：Kyoto Prefectural Todoh Senior High School）は、京都府宇治市五ケ庄五雲峰にある府立高等学校。1985年（昭和60年）4月1日に開校した。

## 設置学科
- 普通科（全日制過程）
  - 1年生は全クラス共通コースで学び、2年生から人文コースと理数コースに分かれる[2]。

## 沿革
1989年まで続くと予想された中学校卒業者数の急増を背景に、その傾向が最も顕著で高校進学率も低かった宇治市内で高校の増設が検討された。山城地域では1983年に開校した西城陽高校と南八幡高校に続く新設校で、宇治市内の府立高校としては4校目（大久保地区の進学先となっていた久御山高校も含めると、実質的に5校目）。用地は五ケ庄の高台が選ばれた。
校名の選定にあたっては北宇治、五ケ庄などの候補が出されたが、由緒ある「菟道」（古来は「うじ」と読んだ）の地名や日本書紀に登場する皇族・菟道稚郎子（うじのわきいらつこ）にちなんで「莵道高校」に決定した。
莵道高校は1985年に始まった新高校入試制度（類型制度と定員の一部で5～6校の学校選択を認める通学圏の導入が主な柱）に則り、開校当初から普通科第Ⅰ類と第II類（人文系、理数系）を設置。
新制度は画一的な小学区制（1学区1校制度）を廃止して各校に標準コースのⅠ類（希望枠5％）、学力伸長コースのII類（同30％）を設けるというものであり、生徒の能力・適性に合った教育課程を目指した。特にII類は7時限目授業の「莵道活動」（莵活）や夏休み中の「莵道合宿」（4泊5日の学習合宿）を必修化するなど、大学進学を前面に押し出したのが特徴である。また部活動もアーチェリー部やボクシング部を創設し、他校との差別化を意識した。このうちボクシング部は京都府の公立高校では初の創部であり、創設当時は私立高校を含めても南京都高等学校（現・京都廣学館高等学校）に次いで2例目であった。
その後II類の希望枠が100％に拡大（学校単位で出願する単独選抜に移行）したこともあり、莵道高校は山城北通学圏（宇治市、久御山町）で最も進学実績の良い府立高校として認知されていくことになる。
2004年からは山城北通学圏と山城南通学圏（城陽市、八幡市、京田辺市、綴喜郡、相楽郡。当時木津川市は未設置）が統合されてI類の総合選抜（類単位で決めた合格者を居住地によって各高校に振り分ける制度）が廃止されたことにより、類型・居住地に関わらず通学圏全体から受験生が集まることになった。
2011年には山城通学圏で類型制度が廃止され、莵道高校独自の教育課程となっている。

### 年表
- 1984年
  - 8月1日 - 京都府立新設高等学校（山城第一地区）開設準備室を京都市立梅屋小学校内に設置[17]。
  - 9月1日 - 工事着工。
  - 10月5日 - 京都府議会にて莵道高校の設置を承認。（昭和61年度より創立記念日に指定。）
  - 11月23日 - 莵道高校を設置。
  - 12月 - 校章と制服が決定[18]。
- 1985年
  - 4月1日 - 開校。
  - 4月9日 - 第1回入学式を挙行。
  - 6月18日 - 竣工式を挙行。
- 1987年
  - 12月3日 - 校歌を制定。
- 1993年
  - 3月29日 - グラウンド改修完了に伴う竣工式を挙行。
- 1994年
  - 10月5日 - 創立10周年記念式典を挙行。
- 1999年
  - 10月5日 - 創立15周年記念式典を挙行。
- 2004年
  - 4月 - 学区の統合により、山城北通学圏から山城通学圏へと変更[19]。単独選抜を導入。
  - 10月5日 - 創立20周年記念式典を挙行。
- 2009年
  - 10月21日 - 創立25周年記念式典を挙行。
- 2011年
  - 4月 - 類型制度を廃止[16]。
- 2012年
  - 4月 - 新制服を導入[20]。
- 2014年
  - 10月4日 - 創立30周年記念式典を挙行。

## 部活動
75％の生徒が何らかの部活動に所属している。
- アーチェリー部
- 剣道部
- 硬式野球部
- テニス部
- サッカー部
- ソフトテニス部
- 卓球部
- ソフトボール部
- バスケットボール部
- バドミントン部
- バレーボール部
- ボクシング部
- 陸上競技部
- 吹奏楽部
- コンピュータ部
- フォークソング部
- 放送部
- 美術部
- ESS部
- 写真部
- 囲碁・将棋部
- 科学部
- 書道部
- 茶道部
- 家庭文化交流部

## 主な行事
- 6月：校外学習（1、2年生）
- 9月：莵道祭 - 各学年ごとに小劇場や仮装・パフォーマンス、演劇を2日間かけて行う[21]。
- 9月：体育大会 - 個人競技や団体競技が行われる[22]。
- 11月：勤労体験学習（1、2年生）
- 1月：百人一首大会（1年生）
- 2月：耐寒マラソン（1、2年生） - 山城総合運動公園内の周回コースを13km走る毎年恒例の行事[23]。

## 独自の活動
- UJI学 - 平等院や宇治川の鵜飼の見学など、地域文化の理解を深めるために行っている体験型の学習。豊作祈願のために踊られていた「宇治田楽」の実演にも取り組んでいる。

## その他
- テレビアニメ『響け!ユーフォニアム』に登場する北宇治高校は、本校がモデルである(東宇治高校も同じようにモデル校)[24]。2018年10月には原作者の武田綾乃が同校を訪問した[25]。
- 2015年10月12日に放送されたちちんぷいぷいの「学校に行こッ！」というコーナーで、アーチェリー部やホームルームの様子が取り上げられた[6]。

## 交通アクセス
- 京都京阪バス 莵道高校下車[26]

## 著名な出身者
- 川島明 - 麒麟
- もりやすバンバンビガロ - お笑い芸人
- 縣千 - 宝塚歌劇団